# 馬尼亞斯卡鎮區 (明尼蘇達州馬丁縣)
馬尼亞斯卡鎮區（英語：Manyaska Township）是位於美國明尼蘇達州馬丁縣的一個行政鎮區。

## 地方資料
馬尼亞斯卡鎮區的面積為89.18平方千米，當中陸地面積為87.75平方千米，而水域面積為1.43平方千米。根據2020年美國人口普查的數據，當地共有人口308人，而人口密度為每平方千米3.45人。